# Cirkumpolární rozšíření

Areál albatrosa šedohlavého – příklad jižního cirkumpolárního rozšíření

Cirkumpolární rozšíření je typ areálu některých organismů (rostlin, živočichů), jež se vyskytují v arktické a subarktické zóně celé severní nebo jižní polokoule (termínu se nicméně častěji užívá pro severní polární oblasti).
Tento typ rozšíření má původ v dávném spojení kontinentů, které se mezi Eurasií a Severní Amerikou oddělily v geologicky nedávné době. Propojení květeny a fauny oblastí za severním polárním kruhem přispívá též značná podobnost klimatických podmínek a pravděpodobnost přenosu diaspor tažnými ptáky.